# Langues à Maurice
À Maurice, le créole mauricien, à base lexicale française, est né du mélange avec d'autres langues (notamment africaines et malgaches) pendant la période de l'esclavage. Il est parlé par la majorité de la population et est considéré comme la langue nationale de Maurice. L’anglais est généralement considéré comme la langue officielle du pays et est utilisé dans les administrations gouvernementales, les tribunaux et les entreprises, mais la langue la mieux comprise et parlée après le créole mauricien demeure le français, qui demeure l'apanage des médias, puisque les journaux et les programmes télévisés sont généralement en français. Les langues asiatiques font également partie de la mosaïque linguistique du pays.

## Présentation
La Constitution de Maurice ne mentionne aucune langue officielle (de jure) pour le pays. Néanmoins, l'anglais est utilisé par l'administration, les Britanniques ayant été les derniers à administrer l'île avant son indépendance. La langue officielle de l'Assemblée est l'anglais mais les membres peuvent aussi s'exprimer en français. L'anglais est généralement reconnu comme la langue officielle (de facto) de l'île Maurice car il est utilisé dans les administrations gouvernementales, les tribunaux et les entreprises. La Constitution de Maurice et toutes les lois sont rédigées en anglais. La population mauricienne est multilingue, la plupart des Mauriciens parlant couramment le créole mauricien, mais également le français (77%) et l'anglais. Tandis que le français et l'anglais sont appris dès la première année du cycle primaire en tant que matières obligatoires, les langues orientales et le créole mauricien sont également enseignés en tant que matières optionnelles. Il existe également une répartition fonctionnelle des langues dans le pays : l'anglais et le français, langues supracommunautaires, sont utilisés dans le cadre professionnel, les langues asiatiques sont utilisées dans les activités socioculturelles des communautés originaires de l'Asie, tandis que le créole mauricien et le bhodjpouri sont cantonnés au registre familier. Le créole mauricien, à base lexicale française et enrichi d'apports provenant d'autres langues, est parlé par la majorité de la population et est considéré comme la langue nationale. Le français est surtout utilisé dans les médias et la littérature, c'est aussi la langue la plus parlée après le créole ou le bhodjpouri. Diverses langues ancestrales sont également parlées à Maurice, parmi lesquelles le bhodjpouri, l'hindi, l'ourdou, le marathi, le tamoule, le télougou, le gujarati, le bengali, l'odia, le pendjabi, et le chinois (mandarin) avec un peu du persan, pachto ainsi qu'arabe,. Le créole rodriguais, le créole agaléen et le créole chagossien sont des variantes du créole mauricien parlé à Maurice. Ces dialectes sont parlés par les gens de Rodrigues, d'Agaléga et des Chagos respectivement. En mai 2025, Un projet de loi faisant du créole mauricien une langue officielle de l'assemblée nationale, avec le français, et l'anglais, est porté par Shirin Aumeeruddy-Cziffra, la présidente de la Chambre des députés.

## Statistiques

### Langues maternelles
| Langue                  | %     | #         |
| ----------------------- | ----- | --------- |
| Créole mauricien        | 67,9  | 833 081   |
| Bhodjpouri              | 41,9  | 514 647   |
| Hindi                   | 5,1   | 62 216    |
| Français                | 4,3   | 52 233    |
| Tamoul                  | 4,0   | 48 634    |
| Ourdou                  | 2,2   | 26 693    |
| Télougou                | 1,5   | 18 292    |
| Marathi                 | 1,4   | 16 748    |
| Oriya                   | 0,7   | 9 143     |
| Chinois                 | 0,3   |           |
| Total individus uniques | 100,0 | 1 236 817 |

### Langues usuelles
Plus de gens parlent uniquement le créole mauricien à la maison en 2011 qu'en 2000 (8/10 en 2011 contre 7/10 en 2000) et moins de gens parlent bhojpuri et les langues asiatiques. Le bhojpuri, parlé par 12 % de la population en 2000 ne l'est plus que par 5 % en 2011.
| Langue                      | % 2000 | % 2011 |
| --------------------------- | ------ | ------ |
| Créole mauricien uniquement | 70,1   | 84,0   |
| Bhodjpouri uniquement       | 12,1   | 5,3    |
| Français uniquement         | 3,4    | 3,6    |
| Autre                       | 14,4   | 7,1    |
| Total                       | 100,0  | 100,0  |

| Langue           | %     | #         |
| ---------------- | ----- | --------- |
| Créole mauricien | 87,8  | 1 086 093 |
| Bhojpuri         | 5,9   | 72 638    |
| Français         | 4,7   | 58 569    |
| Hindi            | 0,8   | 9 721     |
| Non déclaré      | 0,1   | 1 549     |
| Total            | 100,0 | 1 236 817 |

En ville, le français, avec 32 605 locuteurs, est de loin la deuxième langue la plus parlée, devant le bhojpuri parlé surtout à la campagne, le créole mauricien restant toutefois la langue la plus parlée avec 439 692 locuteurs.
Il est à noter que seulement 4 % de ceux ayant le tamoul comme langue maternelle l'on également comme principale langue parlée à la maison, de même que 4 % pour le marathi, 6 % pour l'ourdou, 15 % pour le télougou, 18 % pour le bhojpuri, 23 % pour les langues chinoises et 39 % pour le hindi, alors qu'il est de 97 % pour le créole mauricien, 93 % pour le français et 79 % pour l'anglais.

### Langues lues et écrites
| Langue              | %     | #         |
| ------------------- | ----- | --------- |
| Langues européennes | 84,4  | 897 147   |
| Créole mauricien    | 3,5   | 37 415    |
| Individus           | 100,0 | 1 063 204 |

L'analphabétisme représente en 2011 10 % de la population de 10 ans et plus du pays et est en forte baisse : il est de 35 % chez les plus de 65 ans et diminue progressivement avec l'âge pour atteindre seulement 1 % chez les 10-14 ans.
84 % des habitants du pays sont alphabétisés en langues européennes (le recensement ne détaille pas lesquelles bien que ce soit fort probablement le français et l'anglais, celles-ci étant les langues d'enseignement à l'école), et ce taux est passé de 52 % chez les plus de 65 ans à 98 % chez les 10-14 ans.
L'alphabétisme en créole mauricien, quant à lui, qui ne représente déjà que 3 % de la population du pays, est en voie de disparition, passant de 7 % chez les plus de 65 ans à moins d'1 % chez les 10-14 ans.